# Achttausender

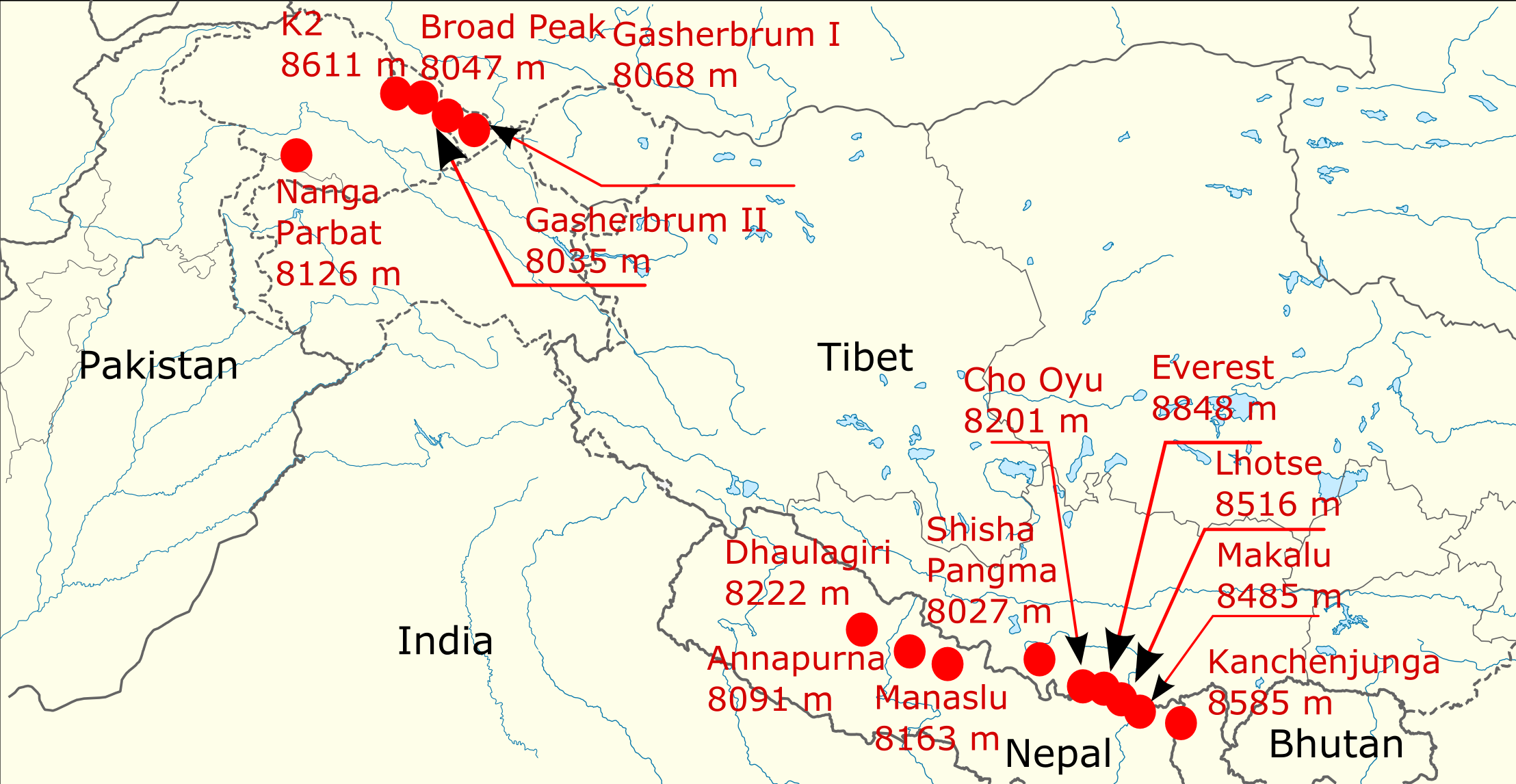
Lage der Achttausender im Karakorum und Himalaya

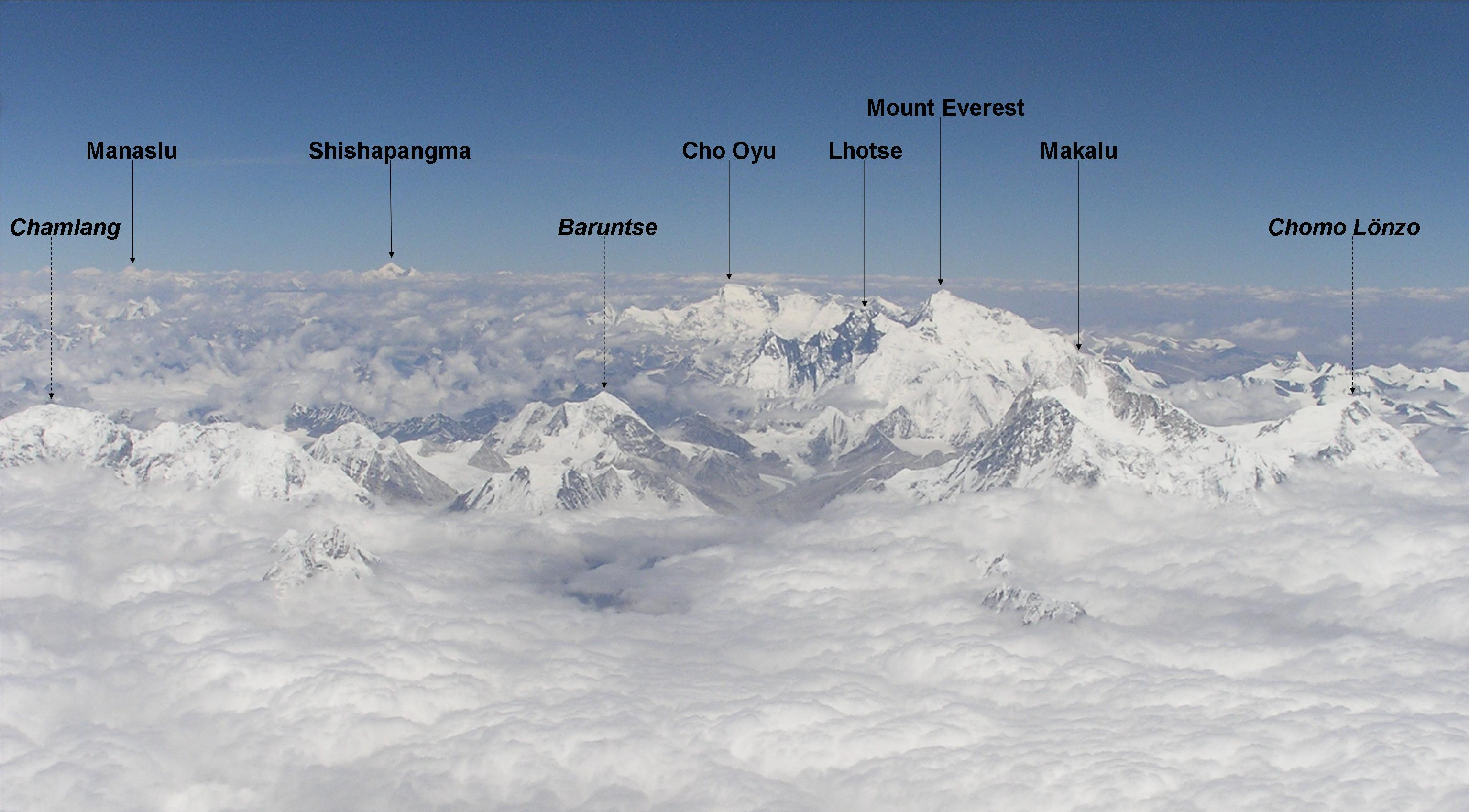
Sechs Achttausender und drei Siebentausender

Als Achttausender bezeichnet man Berge, die über 8000 m hoch sind. Diese 14 höchsten Berge der Erde sind: Mount Everest, K2, Kangchendzönga, Lhotse, Makalu, Cho Oyu, Dhaulagiri I, Manaslu, Nanga Parbat, Annapurna I, Gasherbrum I (Hidden Peak), Broad Peak, Gasherbrum II und Shishapangma. Alle Achttausender befinden sich in Asien.
In der Regel bezieht man die Bezeichnung Achttausender auf den gesamten Berg oder auf den jeweiligen Hauptgipfel. Im weiteren Sinne können auch Nebengipfel, die eine Höhe von 8000 m und mehr erreichen, als Achttausender bezeichnet werden.

## Lage
Zehn dieser Berge befinden sich im Himalaya und vier im angrenzenden Karakorum. Sie verteilen sich dabei auf die Länder Indien, Nepal, Pakistan und China mit seinen autonomen Provinzen Tibet (Himalaya) und Xinjiang (Karakorum). Fünf Achttausender liegen ganz in einem Land: der Nanga Parbat in Pakistan, der Shishapangma in China sowie Dhaulagiri, Annapurna und Manaslu in Nepal. Die übrigen neun Berge haben ihre Basis in zwei verschiedenen Ländern. Insgesamt hat China Anteil an neun Achttausendern, Nepal an acht, Pakistan an fünf und Indien an einem (Kangchendzönga). Außerhalb des Himalaya und des Karakorum gibt es keine Achttausender.

## Besteigungen
Als erster Achttausender wurde 1950 die Annapurna von den Franzosen Louis Lachenal und Maurice Herzog bestiegen. Der höchste Berg der Welt, der Mount Everest, konnte drei Jahre später erstiegen werden. Danach wurden jedes Jahr weitere Achttausender-Gipfel zum ersten Mal erklommen, so dass bis 1958 zwölf der 14 bestiegen waren. 1960 folgte noch der Dhaulagiri. Als letzter Berg dieser Höhe wurde der Shishapangma 1964 erstbestiegen. Grund für die späte Besteigung des Berges war die Abriegelung durch China, das das Massiv bis 1978 nicht für Ausländer freigegeben hatte.
1986 hatte Reinhold Messner als erster Bergsteiger alle 14 Achttausender erfolgreich und ohne Zuhilfenahme von Flaschensauerstoff bestiegen. 2011 gelang dies Gerlinde Kaltenbrunner als erster Frau.
2022 löste Eberhard Jurgalski eine Diskussion aus, nachdem er mit einem Team weiterer Chronisten durch Auswertungen von Berichten, Fotos und Satellitenscans nachgewiesen hatte, dass viele der bislang an den Achttausendern als erfolgreich angesehenen Bergsteiger in Wirklichkeit den Gipfel (in der Regel ungewollt) mehr oder weniger deutlich verfehlten. So hätten Messner und Kammerlander den Gipfel der Annapurna vertikal um 5 und horizontal um 65 Meter verfehlt. Nach Jurgalskis neuer Lesart hätten lediglich Ed Viesturs (zwischen 1989 und 2005), Veikka Gustafsson (1993–2009) sowie Nirmal Purja auf allen 14 Achttausendergipfeln gestanden (2016–2021). In diesem engen Sinne habe bis dahin noch keine Frau alle 14 Berge mit Höhen über 8000 Meter bestiegen.
Mit der erfolgreichen Winterbesteigung des K2 am 16. Januar 2021 durch ein nepalesisches Team um Nirmal Purja wurden alle Achttausender auch im Winter erfolgreich bestiegen. Die erste Frau, welche im Winter auf einem Achttausender gestanden hatte, war die Schweizerin Marianne Chapuisat am 10. Februar 1993 auf dem Cho Oyu.
Insgesamt wurden bisher 10.899 Besteigungen der 14 Achttausender gezählt. Mit 4.109 Besteigungen ist der Mount Everest der begehrteste Berg bei den Bergsteigern. Gefolgt wird er vom Cho Oyu mit 2.668 und dem Gasherbrum II mit 871 Besteigungen. Die restlichen Achttausender wurden mit weniger als 500 Besteigungen deutlich seltener bestiegen. Am wenigsten oft erreicht wurden die Gipfel der Annapurna und des Kangchendzönga, was nur 154 beziehungsweise 219 Mal gelang.
An den Achttausendern starben 753 Bergsteiger nach Unglücken oder schweren Erkrankungen wie der akuten Höhenkrankheit. Auch hier steht der Mount Everest mit 211 Toten an der Spitze. Danach kommen der K2 mit 77 und der Nanga Parbat mit 66 Toten. Die wenigsten Todesfälle gab es am Gasherbrum II mit 19, Lhotse mit 20 und Broad Peak mit 23 (Stand: Februar 2009).

## Listen

### Legende
- Land: Staatsgebiet bzw. Verwaltungsgebiet, in dem das Massiv liegt.
- Dominanz in km: die Strecke bis zum nächstgelegenen gleich hohen Punkt. Dazu die Angabe, in welchem Massiv dieser gleich hohe Bezugspunkt liegt.
- Schartenhöhe in m: Differenz zwischen der Gipfelhöhe und der höchstgelegenen Einschartung, über die ein höherer Gipfel erreichbar ist. Angegeben mit Bezugspunkt. Der Bezugspunkt ist der höchste von dieser Scharte aus erreichbare Gipfel.

### Hauptgipfel
| Rang | Bild                                               | Gipfel                     | Höhe in m | Gebirge   | Land            | Dominanz in km    | Schartenhöhe in m | Erstbesteiger | Erstbesteigung am | Erstbesteiger im Winter | Erstbesteigung im Winter am | Besteigungen | Tote    |
| ---- | -------------------------------------------------- | -------------------------- | --------- | --------- | --------------- | ----------------- | ----------------- | --- | ----------------- | --- | --------------------------- | ------------ | ------- |
| 1    | Mount Everest Nordseite                            | Mount Everest              | 8848      | Himalaya  | China, Nepal    | maximal A1        | 8848              | Edmund Hillary, Tenzing Norgay                                                                                       | 29.05.1953        | Krzysztof Wielicki, Leszek Cichy | 17.02.1980                  | ca. 10.000   | 216     |
| 2    | K2 Nordseite                                       | K2                         | 8611      | Karakorum | China, Pakistan | 1316 Mt. Everest  | 4017 Mt. Everest  | Achille Compagnoni, Lino Lacedelli                                                                                   | 31.07.1954        | Nirmal Purja, Gelje Sherpa, Mingma David Sherpa, Mingma Gyalje Sherpa, Sona Sherpa, Mingma Tenzi Sherpa, Pem Chhiri Sherpa, Dawa Temba Sherpa, Kili Pemba Sherpa, Dawa Tenjing Sherpa | 16.01.2021                  | 302          | 80      |
| 3    | Blick aus Südwesten auf den Kangchendzönga         | Kangchendzönga             | 8586      | Himalaya  | Indien, Nepal   | 124 Mt. Everest   | 3922 Mt. Everest  | George Band, Joe Brown                                                                                               | 25.05.1955        | Jerzy Kukuczka, Krzysztof Wielicki | 11.01.1986                  | 243          | 40/7 A2 |
| 4    | Lhotse Südseite                                    | Lhotse                     | 8516      | Himalaya  | China, Nepal    | 3,02 Mt. Everest  | 610 Mt. Everest   | Fritz Luchsinger, Ernst Reiss                                                                                        | 18.05.1956        | Krzysztof Wielicki | 31.12.1988                  | 396          | 12/9 A3 |
| 5    | Makalu aus Südwesten gesehen                       | Makalu                     | 8485      | Himalaya  | China, Nepal    | 17,29 Lhotse      | 2378 Mt. Everest  | Lionel Terray, Jean Couzy                                                                                            | 15.05.1955        | Denis Urubko, Simone Moro | 09.02.2009                  | 323          | 29      |
| 6    | Blick von Nordnordwest auf den Cho Oyu             | Cho Oyu                    | 8188      | Himalaya  | China, Nepal    | 28,54 Mt. Everest | 2340 Mt. Everest  | Josef Jöchler, Herbert Tichy, Pasang Dawa Lama                                                                       | 19.10.1954        | Maciej Berbeka, Maciej Pawlikowski | 12.02.1985                  | 2790         | 43      |
| 7    | Dhaulagiri aus Südsüdost                           | Dhaulagiri                 | 8167      | Himalaya  | Nepal           | 317,5 Cho Oyu     | 3357 K2           | Kurt Diemberger, Nawang Dorje, Ernst Forrer, Albin Schelbert, Peter Diener, Nyima Dorje                              | 13.05.1960        | Andrzej Czok, Jerzy Kukuczka | 21.01.1985                  | 417          | 62      |
| 8    | Manaslu und Ostgipfel (rechts)                     | Manaslu                    | 8163      | Himalaya  | Nepal           | 105,6 Dhaulagiri  | 3092 Mt. Everest  | Gyalzen Norbu, Toshio Imanishi                                                                                       | 09.05.1956        | Maciej Berbeka, Ryszard Gajewski | 12.01.1984                  | 297          | 58      |
| 9    | Luftbild des Nanga Parbat, Blick auf die Westseite | Nanga Parbat               | 8125      | Himalaya  | Pakistan        | 188,5 K2          | 4608 Mt. Everest  | Hermann Buhl A4 | 03.07.1953        | Muhammad Ali Sadpara, Alex Txikon, Simone Moro | 26.02.2016                  | 326          | 68      |
| 10   | Annapurna Südwand                                  | Annapurna I                | 8091      | Himalaya  | Nepal           | 33,8 Dhaulagiri   | 2984 Mt. Everest  | Louis Lachenal, Maurice Herzog                                                                                       | 03.06.1950        | Artur Hajzer, Jerzy Kukuczka | 03.02.1987                  | 157          | 60/3 A5 |
| 11   | Hidden Peak Westseite                              | Gasherbrum I (Hidden Peak) | 8080      | Karakorum | China, Pakistan | 24,08 K2          | 2155 K2           | Peter K. Schoening, Andrew J. Kauffman                                                                               | 05.07.1958        | Adam Bielecki, Janusz Gołąb | 09.03.2012                  | 298          | 26      |
| 12   | Blick aus Westen auf Broad Peak                    | Broad Peak                 | 8051      | Karakorum | China, Pakistan | 9,39 K2           | 1701 Hidden Peak  | Hermann Buhl, Kurt Diemberger, Marcus Schmuck, Fritz Wintersteller                                                   | 09.06.1957        | Maciej Berbeka, Adam Bielecki, Tomasz Kowalski, Artur Małek | 05.03.2013                  | 385          | 20/3 A6 |
| 13   | Gasherbrum II Südwestseite                         | Gasherbrum II              | 8034      | Karakorum | China, Pakistan | 5,33 Hidden Peak  | 1523 Hidden Peak  | Fritz Moravec, Josef Larch, Hans Willenpart                                                                          | 07.07.1956        | Denis Urubko, Simone Moro, Cory Richards | 02.02.2011                  | 872          | 20      |
| 14   | Luftbild des Shishapangma, Blick aus Osten         | Shishapangma               | 8027      | Himalaya  | China           | 91,24 Cho Oyu     | 2897 Annapurna    | Xǔ Jìng, Zhāng Jùnyán, Wáng Fùzhōu, Chén Sān, Chéng Tiānliàng, Wū Zōngyuè, Sodnam Dorji, Minar Trashi, Dorji, Tontan | 02.05.1964        | Piotr Morawski, Simone Moro | 14.01.2005                  | 285          | 24      |

### Nebengipfel
Diese Liste ist unvollständig, da keine allgemeingültigen Aussagen darüber existieren, wann eine Erhebung als Gipfel, in diesem Fall als Nebengipfel, anzusehen ist. Es werden die bekanntesten Nebengipfel aufgeführt. Die Rangfolge ergibt sich aus der Massiv-Zugehörigkeit.
| Rang | Nebengipfel                 | Höhe | Höhe Hauptgipfel | Scharten- höhe | Erstbesteiger                                                                       | Erstbesteigung am |
| ---- | --------------------------- | ---- | ---------------- | -------------- | ----------------------------------------------------------------------------------- | ----------------- |
| 01   | Mount Everest-Südgipfel     | 8748 | 8848             | 011            | Tom Bourdillon und Charles Evans                                                    | 26. Mai 1953      |
| 02   | Mount Everest-Westgipfel    | 8296 | 8848             | 30             | Dušan Podbevšek und Roman Robas                                                     | 12. Mai 1979      |
| 03   | K2-Südwestgipfel            | 8580 | 8611             | 30             | Eiho Ohtani und Nazir Sabir                                                         | 7. Aug. 1981      |
| 04   | Kangchendzönga-Westgipfel   | 8505 | 8586             | 135            | Yutaka Ageta und Takao Matsuda                                                      | 14. Mai 1973      |
| 05   | Kangchendzönga-Südgipfel    | 8476 | 8586             | 116            | Eugeniusz Chrobak und Wojciech Wróż                                                 | 19. Mai 1978      |
| 06   | Kangchendzönga-Mittelgipfel | 8473 | 8586             | 63             | Wojciech Brański, Andrzej Heinrich und Kazimierz Olech                              | 22. Mai 1978      |
| 07   | Lhotse-Middle West          | 8410 | 8516             | 65             | Alexei Bolotow, Petr Kuznetsow, Sergei Timofeew, Jewgeni Winogradski                | 23. Mai 2001      |
| 08   | Lhotse-Middle East          | 8372 | 8516             | 37             | unbestiegen                                                                         |                   |
| 09   | Lhotse Shar                 | 8382 | 8516             | 72             | Sepp Mayerl, Rolf Walter                                                            | 12. Mai 1970      |
| 10   | Nanga Parbat-Nordschulter   | 8070 | 8125             |                | Hermann Buhl                                                                        | 3. Juli 1953      |
| 11   | Nanga Parbat-Südgipfel      | 8042 | 8125             | 30             | Ueli Bühler                                                                         | 17. Aug. 1982     |
| 12   | Annapurna-Mittelgipfel      | 8051 | 8091             | 30             | Udo Bönning, Ludwig Greissl, Heinz Oberrauch                                        | 3. Okt. 1980      |
| 13   | Annapurna-Nordostgipfel     | 8013 | 8091             | 50             | José Manuel Anglada, Emilion Civis, Jorge Pons                                      | 29. Juli 1974     |
| 14   | Broad Peak-Vorgipfel        | 8028 | 8051             |                | Marcus Schmuck, Fritz Wintersteller, Kurt Diemberger und Hermann Buhl               | 29. Mai 1957      |
| 15   | Broad Peak-Mittelgipfel     | 8011 | 8051             | 211            | Kazimierz Głazek, Marek Kęsicki, Janusz Kuliś, Bohdan Nowaczyk und Andrzej Sikorski | 28. Juli 1975     |
| 16   | Shishapangma-Mittelgipfel   | 8008 | 8027             | 30             | Makato Hara, Hiro Komamiya, Hirofumi Konishi                                        | 10. Okt. 1982     |